# Walheim (Francja)
Walheim – miejscowość i gmina we Francji, w regionie Grand Est, w departamencie Górny Ren.
Według danych na rok 1990 gminę zamieszkiwało 716 osób, a gęstość zaludnienia wynosiła 148 osób/km² (wśród 903 gmin Alzacji Walheim plasuje się na 352. miejscu pod względem liczby ludności, natomiast pod względem powierzchni na miejscu 502.).